# Йохан Август Карл (Вид)
Йохан Карл Август фон Вид (на немски: Johann Karl August zu Wied, Fürst zu Wied, Graf zu Isenburg, Herr zu Runkel und Neuerburg; * 26 май 1779, Нойвид; † 21 април 1836, Нойвид) е трети княз на Вид-Нойвид от 1802 до 1824 г. и първият княз на обединеното Княжество Вид от 1824 до 1836 г.

## Биография
Той е третият син на княз Фридрих Карл фон Вид (1741 – 1809) и съпругата му графиня Мария Луиза Вилхелмина фон Сайн-Витгенщайн-Берлебург (1747 – 1823).
През 1794 г. Йохан Карл е на холандска служба, а 7 март 1797 г. – на пруска служба. Баща му е психически лабилен и Йохан Карл поема управлението под опекунството на майка си. На 13 юли 1804 г. той управлява вече сам. В пруската армия Йохан Карл придобива чин майор на 5 май 1805 г., през 1814 г. – генерал-майор и на 30 март 1833 г. – генерал-лейтенант.
През 1824 г. той наследява племенника си – императорския фелдмаршал-лейтенант княз Фридрих Лудвиг фон Вид-Рункел, и обединява княжеството Вид.

## Фамилия
Йохан Карл Август се жени на 11 юни 1812 г. в Браунфелс за принцеса София Августа фон Золмс-Браунфелс (* 24 февруари 1796; † 23 януари 1855), дъщеря на княз Вилхелм фон Золмс-Браунфелс (1759 – 1837) и съпругата му Августа Вилд и рейнграфиня фон Грумбах (1771 – 1810). Те имат децата:
- Вилхелм Херман Карл (1814 – 1864), 4. княз на Вид, женен на 20 юни 1842 г. за принцеса Мария фон Насау-Вайлбург (1825 – 1902), дъщеря на херцог Вилхелм I (1792 – 1839)
- Ото Фридрих Албрехт (1818 – 1835)
- Луитгарда Вилхелмина Августа (1813 – 1870), омъжена на 11 септември 1832 г. за граф Ото фон Золмс-Лаубах (1799 – 1872)
- Луиза Вилхелмина Текла (1817 – 1867)

Йохан Карл има връзка с Хенриета фон Добенек (* 24 май 1781; † 16 август 1846) и има с нея един син:
- Фридрих Август фон Пелкен (1809 – 1885), женен за Леополдина Калтхоф (1827 – 1907)